# Mitbestimmungstheater

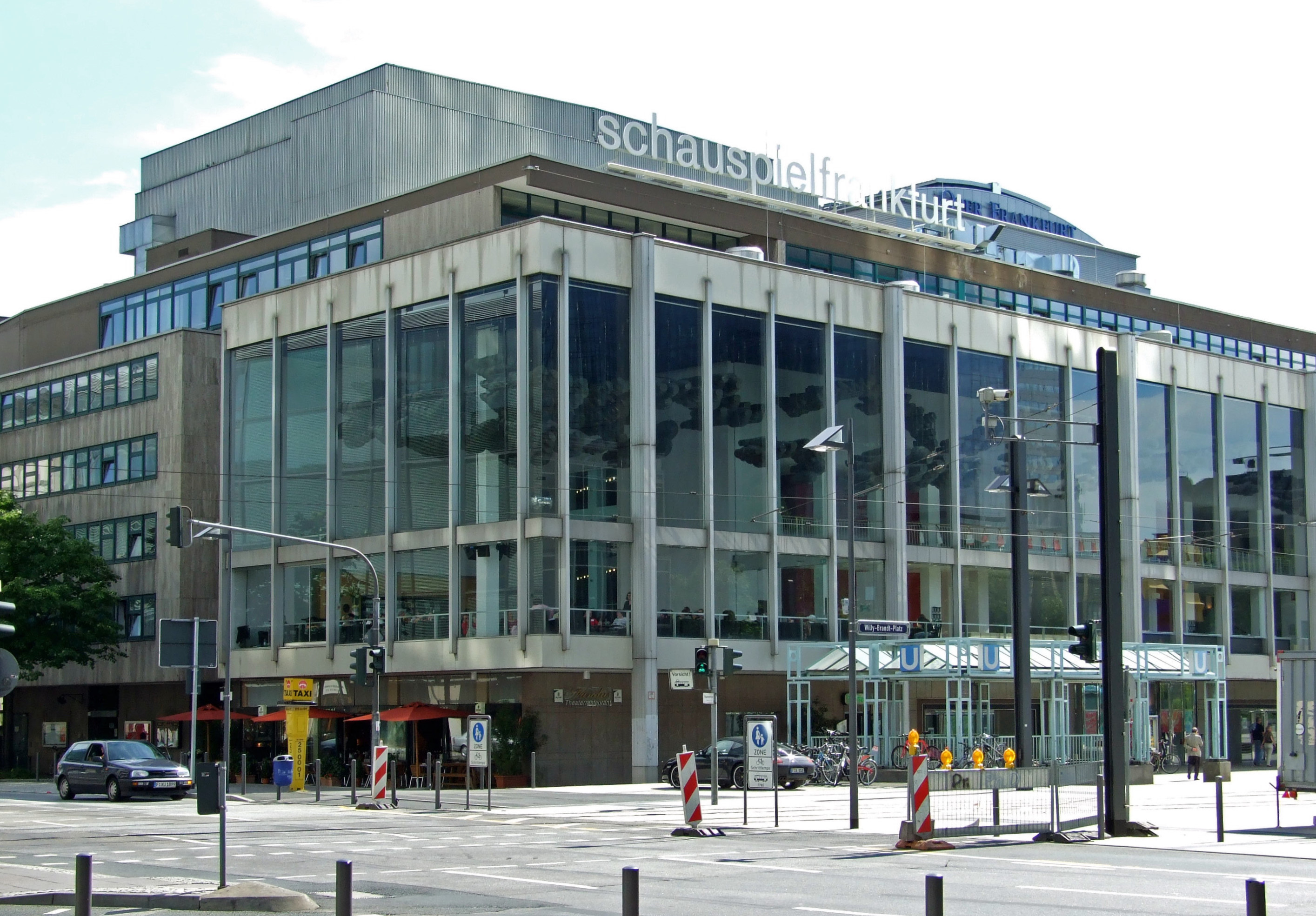
Das Schauspiel Frankfurt, in dem ab 1972 ein Mitbestimmungsmodell praktiziert wurde, das vom Kulturdezernenten Hilmar Hoffmann initiiert und 1970 von einer SPD-Mehrheit im Stadtsenat beschlossen wurde.

Das Mitbestimmungstheater ist eine Modellform für die demokratische Leitung eines Theaters, bei der die Mitglieder des Ensembles und des technischen Personals als Theaterkollektiv in die Entscheidungsprozesse mit einbezogen werden. Vor allem in den Demokratisierungskonzepten im westdeutschen Theater der frühen 1970er Jahre kam sie an der Schaubühne am Halleschen Ufer, am Schauspiel Frankfurt und am Frankfurter Theater am Turm zur Anwendung.

## Schaubühne am Halleschen Ufer
1970 schufen Regisseure, Schauspieler und Theaterautoren um den Regisseur Peter Stein, der nach der Inszenierung von Vietnam Diskurs von Peter Weiss an den Münchner Kammerspielen dort Hausverbot erhalten hatte, weil er im Anschluss an die Aufführung Geld für die vietnamesische Befreiungsfront sammeln wollte, in der Aufbruchstimmung der 68er-Bewegung ein Theaterkollektiv in einem kleinen Theater in Berlin-Kreuzberg, die Schaubühne am Halleschen Ufer. Selbstbestimmung und künstlerische Freiheit jenseits der Strukturen der traditionellen Stadttheater waren die zentralen Vorstellungen der Gruppe. Die Schaubühne wurde als Kollektiv auf der Basis einer festgeschriebenen Gleichberechtigung aller Mitarbeiter betrieben. Die Neugründung der Schaubühne gilt als wichtigste institutionelle und künstlerische Konsequenz der Politisierung der sechziger Jahre. Die Süddeutsche Zeitung schrieb: „Zuviel Freiheit für das Theater?“
Nach der ersten Inszenierung, einer Gemeinschaftsproduktion von Bertolt Brechts Die Mutter durch Wolfgang Schwiedrzik, Frank-Patrick Steckel und Peter Stein, verlangte die Berliner CDU die Streichung der staatlichen Subventionen. Der CDU-Abgeordnete Rudolf Mendel führte als Begründung an, die Schaubühne sei eine „kommunistische Zelle“ und unter dem Vorwand der Kunst werde dort „primitiver Agitationsunterricht“ erteilt. Der Berliner CDU-Vorsitzende Lorenz fügte hinzu, die Mitglieder des Theaters bis hin zum Bühnenarbeiter müssten sich zweimal die Woche „einer Schulung im Marxismus-Leninismus“ unterziehen. Außerdem werde an der Schaubühne in Wort und Tat alles lächerlich gemacht, „was in Berlin in den letzten 20 Jahren entstanden ist“. Es liege „kein künstlerisches Experiment vor, sondern eine klar gegen die Existenz der Stadt gerichtete Tätigkeit“. Die Erregung um das „Kollektivtheater“ der Schaubühne hatte eine Verzögerung der Auszahlung von 1,4 Millionen Mark Fördergeldern des Senats zur Folge.
Die Idee, das bürgerliche Theater durch ein Kollektiv zu ersetzen, ging jedoch bald verloren. Die Zeit des Diskutierens mit Beleuchtern, Technikern und Bühnenbildnern war vorüber, „das Prinzip der kommentierenden und eingreifenden Beobachtung der Proben durch die Schauspieler“ wurde aufgehoben. Claus Peymann begann gegen das Mitbestimmungsmodell zu opponieren. Er bestand darauf, 1971 Peter Handkes „Der Ritt über den Bodensee “ aufzuführen und drohte, die Schaubühne zu verlassen. Als Argument führte er den Erfolgsdruck an, da die politische Kontroverse und die Aussetzung der Subventionen die Aufmerksamkeit auf die Schaubühne gelenkt habe. Als Gerüchte aufkamen, die neuen Regisseure hätten das „Mitspracherecht“ innerhalb des Mitbestimmungstheaters sabotiert, berief Peymann eine Pressekonferenz ein, um zu dementieren.
Ein Teil des Theaterkollektivs an der Schaubühne führte parallel zu Peymanns Handke-Inszenierung Hans Magnus Enzensbergers Das Verhör von Habana auf, eine Arbeit, die auf Radio- und Fernsehdokumenten der kubanischen Revolution zur Schweinebuchtinvasion beruhte. Mit dieser Arbeit gedachte man, die mit der Brecht-Inszenierung vorgegebene Spielplanlinie fortzusetzen. Der Spiegel lobte diese „konsequente Kollektivproduktion“, doch war auch Peymanns bürgerlicher Inszenierung großer Erfolg beschieden. Peymann hatte das Theater jedoch noch vor der Première verlassen. Die Inszenierung wurde auf Vorschlag des Ensembles von Wolfgang Wiens zu Ende geführt.
Peter Stein und der Dramaturg und Autor Botho Strauß machten die Schaubühne bald weit über die Grenzen Berlins und Deutschlands berühmt. In den 1970er-Jahren entstanden dort bahnbrechende Arbeiten durch Peter Stein, Klaus Michael Grüber und Bob Wilson mit einem glanzvollen Ensemble, dem u. a. Bruno Ganz, Edith Clever, Jutta Lampe, Otto Sander und Peter Fitz angehörten. Mit Aufführungen von Henrik Ibsens Peer Gynt (1971), Kleists Prinz Friedrich von Homburg (1972) und Maxim Gorkis Sommergäste (1974) sowie mit den ersten Dramen des Dramaturgen Botho Strauß und den Bühnenbildern von Karl-Ernst Herrmann schrieb die Schaubühne Theatergeschichte.
Kritische Stimmen bezeichneten die Schaubühne bald als „konterrevolutionär“ und warf ihr wegen des überregionalen Erfolgs vor, sie bediene nur die Unterhaltungssucht der Massen. Die Schaubühne hatte sich vom Studenten- und Kollektivtheater in ein renommiertes Haus verwandelt und übersiedelte 1981 an den Kurfürstendamm in die Schaubühne am Lehniner Platz.

## Schauspiel Frankfurt
Am 13. Juli 1970 wurde zwischen dem Magistrat der Stadt Frankfurt am Main und den Mitgliedern der Städtischen Bühnen per Magistratsbeschluss eine „Vereinbarung über die erweiterte Mitbestimmung im künstlerischen Bereich der Städtischen Bühnen Frankfurt am Main“, abgeschlossen. Sie sollte „durch das Abwägen wechselseitiger Vorschläge und Bedenken“ die gesamte künstlerische Planung „durchschaubarer und effektiver“ machen und „alle künstlerischen Reserven mobilisieren“. Ein künstlerischer Beirat erhielt das Recht innerbetrieblicher Mitwirkung bei allen wichtigen Fragen, insbesondere Spielplan- und Engagements sowie das Recht auf Mitberatung bei „Änderung der Theaterstruktur, Intendantenwahl und bei der Wahl der künstlerischen und technischen Vorstände“. Am 13. Oktober stellte Oberbürgermeister Walter Möller den Künstlerischen Beirat in einer Ensembleversammlung vor. Gremien waren die Vollversammlung, der Künstlerische Beirat und das Direktorium. Nach zweijähriger Laufzeit wurde die erste Vereinbarung aufgrund der bis dahin gesammelten Erfahrungen überarbeitet und erlaubte eine Neufassung mit noch größeren Vollmachten für das Ensemble.

„Die Vollversammlung besteht aus allen im künstlerischen Bereich Schauspiel nach Normalvertrag-Solo Beschäftigten. Der Künstlerische Beirat setzt sich aus Vertretern folgender Gruppen zusammen: Schauspieler, Regisseure, Regieassistenten, -Volontäre und -Praktikanten, Dramaturgen und Hauskomponisten, Bühnen- und Kostümbildner sowie deren Assistenten, Inspizienten und Souffleusen. Jede Gruppe innerhalb der Vollversammlung wählt ihre Vertreter entsprechend ihrer zahlenmäßigen Stärke (bis zu 10 Mitgliedern ein Vertreter). Der Künstlerische Beirat ist an Beschlüsse der Vollversammlung gebunden und ihr gegenüber zur Information verpflichtet. Die Vollversammlung kann dem Künstlerischen Beirat oder einzelnen Mitgliedern nur mit 2/3 ihrer Mitglieder das Mißtrauen aussprechen. Die Neuwahl hat innerhalb acht Tagen zu erfolgen. Die künstlerische Leitung des Schauspiels liegt bei einem Dreier-Direktorium: Je einem vom Magistrat berufenen Regisseur (Dramaturgen) und Bühnenbildner, die nicht Mitglieder des Künstlerischen Beirats sein dürfen sowie einem von der Vollversammlung aus dem Künstlerischen Beirat zu wählenden Schauspieler. Die Neuberufung eines Direktoriumsmitgliedes durch den Magistrat bedarf der Zustimmung durch die Vollversammlung mit der Mehrheit ihrer Mitglieder. Kommt keine Einigung zwischen Magistrat und Vollversammlung über die Neuberufung eines Direktoriumsmitgliedes zustande, entscheidet eine Einigungsstelle, die nach dem Vorbild der HPVG aus drei Magistratsmitgliedern und drei Vertretern der Vollversammlung und einem neutralen Vorsitzendem zusammengesetzt wird. Die Entscheidung dieser Einigungsstelle ist endgültig. Das gewählte Direktoriumsmitglied ist an die Beschlüsse des Künstlerischen Beirates gebunden, soweit dem anderweitige Vorschriften nicht entgegenstehen, und diesem gegenüber zur Information verpflichtet. Verbindliche Erklärungen des Schauspieldirektoriums sind nur wirksam, wenn sie von mindestens zweien seiner Mitglieder getragen werden.“

Im August 1972 wurde die Position des Generalintendanten von Oper und Schauspiel abgeschafft, das Schauspiel wurde von nun von einem Dreier-Direktorium geleitet: der Regisseur Peter Palitzsch, der Bühnenbildner Klaus Gelhaar (beide nach Zustimmung des Ensembles vom Magistrat berufen) sowie der von der Ensemble-Vollversammlung gewählte Schauspieler Peter Danzeisen.

### Palitzsch und Neuenfels
Der Regisseur Peter Palitzsch war von 1972 bis 1980 Intendant des Schauspiel Frankfurt und praktizierte dort erstmals das so genannte „Mitbestimmungsmodell“. Im Dreierdirektorium fungierte er als Primus inter pares und setzte als bestimmendes Entscheidungsgremium die Vollversammlung des Ensembles ein. Palitzsch gehörte zu jenen Theatermachern, die den politischen Aufbruch der 68er Jugendrevolte nicht nur auf der Bühne, sondern auch in der Administration betrieben und praktizierte das Mitbestimmungsmodell, bis es an der Realität zerbrach. Peter Iden kritisierte bereits 1974 in der Frankfurter Rundschau das Theater schwer und warf ihm Auflösungserscheinungen vor. Trotz Krisen schrieb der Theaterkritiker Benjamin Henrichs im selben Jahr in der Zeit: „Und trotzdem ist es fast allen anderen Theatern voraus, die von ihrer Krise noch nichts gemerkt haben, ihre Dürftigkeit frohgemut verwalten.“ Die Kulturpolitiker äußerten die Ansicht, dass eine Fortsetzung des Versuchs sich lohnt und so wurde Palitzschs Vertrag verlängert.
Verschiedene Inszenierungen sorgten in dieser Zeit für politische Skandale, etwa Medea von Euripides, 1975 durch Hans Neuenfels inszeniert, und Tage der Commune von Bertolt Brecht (1977 im Deutschen Herbst durch Palitzsch). Klaus Michael Grüber erregte 1973 mit Brechts Im Dickicht der Städte großes Aufsehen und Neuenfels bot zuletzt noch 1979 eine spektakuläre Aufführung von Goethes Iphigenie auf Tauris.
Die Schauspielerin Elisabeth Schwarz erinnert sich an den Alltag im Mitbestimmungstheater:

„Die widerwärtige Atmosphäre, die wir oft auf Vollversammlungen erzeugten (wie unmenschlich wir manchmal miteinander umgingen!) — konnte denn aus ihr das freie, durchlässige, politisch und kreativ attraktive, neue Theater entstehen? Oder spielten wir nur Revolutionstribunal nach? Wirklich, wir haben aber auch jeden Fehler gemacht, der innerhalb des Modells möglich war. Wir haben uns untereinander kaum mehr mit unseren Augen, sondern nur noch durch den Filter unserer Meinungen gesehen und deshalb nichts mehr wahrgenommen. Blinde waren wir über lange Strecken. Und das hätte uns fast den Garaus gemacht. Fast? Ja, nur fast! Denn obwohl wir uns selbst die härtesten Bedingungen bereitet hatten, die es am Theater geben kann, haben wir schöne Produktionen zustande gebracht.“

Der Frankfurter Versuch wurde auch zu einem Testfall, ob kollektive Arbeitsformen an einem Theater dieser Größenordnung (zwei Häuser mit 17 Premieren) möglich sind, und wurde dabei mit der wesentlich kleineren Schaubühne am Halleschen Ufer in Berlin verglichen, die nur drei bis fünf Premieren pro Jahr herauszubringen hatte.

### Schaaf und Minks
1980 begann die kurze Direktionszeit des Regisseurs Johannes Schaaf, der gemeinsam mit dem Bühnenbildner Wilfried Minks und der Schauspielerin Eos Schopohl als gewählter Vertreterin des Ensembles das Haus leitete. Regisseure wie Horst Zankl und B. K. Tragelehn und Schauspieler wie Sepp Bierbichler, Rosemarie Fendel, Fritz Schediwy, Heinrich Giskes, Heinz Werner Kraehkamp, Friedrich-Karl Prätorius, Suzanne von Borsody, Paulus Manker, Peter Kremer und Siggi Schwientek waren in diesen Jahren am Haus engagiert. Gremien waren Vollversammlung, Beirat, Koordinationsausschuss und Direktorium. Die kurze Direktionszeit Schaaf/Minks begann mit Georg Büchners Dantons Tod in der Inszenierung von Johannes Schaaf, Kleists Penthesilea (Regie: Wilfried Minks) und Tartuffe von Molière mit Bierbichler und Schediwy in der Inszenierung von B. K. Tragelehn, die einen der wenigen künstlerischen Höhepunkte dieser Zeit markierte.
Innerbetriebliche Auseinandersetzungen überschatteten bald die künstlerische Arbeit, zwischen Ensemble und Leitung kam es zu tiefgreifenden Auseinandersetzungen. Hilmar Hoffmann, Frankfurter Kulturdezernent von 1970 bis 1990 und Initiator des Mitbestimmungsmodells, musste bald des Öfteren als Schlichter bei nächtlichen Diskussionen und zahlreichen Querelen auftreten und meinte: „Das sind Veranstaltungen, die man seinem ärgsten Feind nicht wünscht.“
Am 21. März 1981 demonstrierten Sympathisanten der RAF während einer Vorstellung von Goethes Toleranz-Drama Iphigenie auf Tauris gegen die Haftbedingungen von RAF-Häftlingen und hielten anschließend das Theater besetzt. Nachdem der Frankfurter Oberbürgermeister Walter Wallmann das Hausrecht an sich gezogen hatte, wurde das Haus in den frühen Morgenstunden polizeilich geräumt, wobei auch die Mitglieder des Theaters in die Räumung mit einbezogen wurden. Das Ensemble protestierte am nächsten Tag gegen die „unverhältnismäßige Gewaltanwendung“ der Polizei, die mit Schlagstöcken gegen die friedlichen Besetzer vorgegangen war und ließ vor den Vorstellungen eine Erklärung verlesen, in der es sich mit den Forderungen der Besetzer solidarisierte und darauf hinwies, dass sich angeblich einige RAF-Gefangene in Lebensgefahr befänden. Polizeibeamte sicherten – gegen den Protest der Schauspieler – die Vorstellungen. Johannes Schaaf, der die Räumung gut geheißen hatte, wollte sich im Gegensatz zu seinen Co-Direktoren Eos Schopohl und Wilfried Minks dem Protest des Ensemble nicht anschließen und wurde in der Vollversammlung des Ensembles dafür kritisiert und zu Selbstkritik aufgefordert. Daraufhin ließ er sich von seiner Funktion im Direktorium suspendieren. Die Erklärung des Frankfurter Schauspielensembles lautete:

„Am 21. 3. 81 hat eine Gruppe junger Leute die Gelegenheit einer Aufführung des Schauspiels Frankfurt benutzt, um eine Menschenrechtsforderung zu stellen, mit der wir uns solidarisieren möchten: Erleichterung der Haftbedingungen für die politischen Gefangenen, die seit sechs Wochen im Hungerstreik stehen. Einige von ihnen sind jetzt in Lebensgefahr. Die Gruppe von zwanzig bis dreißig jungen Leuten hat sich ruhig und diszipliniert verhalten. Sie wollten über Nacht im Haus ausharren, um am nächsten Tag die Öffentlichkeit über ihr Anliegen weiter zu informieren und danach das Haus verlassen. In den frühen Morgenstunden des 22. März 1981 ist mit unverhältnismäßiger Gewaltanwendung das Theater polizeilich geräumt worden. Das Hausrecht wurde der Theaterleitung durch die städtischen Behörden weggenommen. Das Ensemble des Schauspiels Frankfurt protestiert gegen die gewaltsame Räumung des Theaters.“

Der Kulturdezernent Hilmar Hoffmann erklärte in dieser Krisensituation, die Frankfurter Bevölkerung habe Anspruch auf funktionierendes und „gutes Theater“, untersagte dem Direktorium, die Protesterklärung des Ensembles weiter vor den Vorstellungen verlesen zu lassen und sah weder Dreierdirektorium noch die Mitbestimmung als unverzichtbar an. Nach Gesprächen mit dem Künstlerischen Beirat sowie dem Personalrat, in denen der technische Direktor Max von Vequel und der Verwaltungsdirektor (und spätere Museumsmanager) Christoph Vitali die Verantwortung für das Haus unter solchen Bedingungen abgelehnt hatten, wurde der Co-Direktorin Eos Schopohl, dem Leiter des künstlerischen Betriebsbüros, Hanspeter Egel und dem Regisseur B. K. Tragelehn fristlos gekündigt. Das Mitbestimmungsmodell wurde bis zum Ende der Spielzeit ausgesetzt und Schaaf zurückberufen. Hoffmann selbst nahm den dritten Platz in der Leitung ein und erhob den Vorwurf, die „Theaterleute“ hätten sich nie zu einem „funktionsfähigen Team“ zusammenschließen können.
Das Frankfurter Mitbestimmungsmodell wurde zehn Jahre nach seiner Gründung 1981 vom Frankfurter Magistrat unter Oberbürgermeister Walter Wallmann aufgelöst.

## Theater am Neumarkt
1971 führte der junge österreichische Regisseur Horst Zankl am Theater am Neumarkt in Zürich ein Selbst- und Mitbestimmungssystem ein, bei dem alle Mitarbeiter und Künstler des Theaters über den Spielplan und die Belange des Theaters abstimmen durften. Dies war zu dieser Zeit revolutionär und machte das Haus im ganzen deutschsprachigen Raum bekannt. Zankl eröffnete seine Saison mit Peter Handkes Ritt über den Bodensee und brachte Stücke von Marieluise Fleisser, Franz Xaver Kroetz, Karl Valentin, Ödön von Horváth, Robert Walser und Peter Weiss zur Aufführung. Zankl gehörte später auch dem Mitbestimmungsheater am Schauspiel Frankfurt an.

## Theater am Turm
Am Frankfurter „Theater am Turm“ (TAT) wurde Anfang der 70er-Jahre, initiiert von Kulturdezernent Hilmar Hoffmann, ein Mitbestimmungsmodell praktiziert. Die Schauspieler entschieden mit über den Spielplan und Neuengagements, Intendant war Hermann Treusch. 1974 wurde Rainer Werner Fassbinder vom Hilmar Hoffmann als Leiter engagiert. Dieser verließ jedoch das Theater bereits nach acht Monaten. Ende der 1970er-Jahre wurde das TAT geschlossen.

## Neue Scala Wien
Das Neue Theater in der Scala war ein progressives Wiener Theater, das nach dem Zweiten Weltkrieg von zurückgekehrten Emigranten und engagierten Antifaschisten als Sozietät mit kommunistischem Background gegründet wurde. Es wurde als selbstverwaltetes Schauspielertheater eröffnet und von einer Gruppe von Sozietären unter der Führung von Karl Paryla und Wolfgang Heinz geleitet. Man entschied gemeinsam über Spielplan und Engagements und verstand sich als linke, revolutionäre Bühne. Die Scala war auch einem volksbildenden Anspruch verpflichtet, der das Ensemble zu Vorträgen, zu szenischen Kostproben aus den Stücken und zur Werbung von Mitgliedern für die Publikumsorganisation in die Gasthäuser der Vorstadt führte. In vieler Hinsicht an das Theater von Bertolt Brecht und sein Theater am Schiffbauerdamm in Berlin angelehnt, waren niedrige Eintrittspreise ebenfalls programmatisch.
Mit dem am Zürcher Schauspielhaus während der Emigration erarbeiteten Konzept eines von den Schauspielern mitverwalteten Mitbestimmungstheaters prägte Karl Paryla maßgeblich den Stil der Scala. Künstler wie Otto Tausig, Therese Giehse, Arnolt Bronnen, Hanns Eisler und Bertolt Brecht trugen zum Ruf der Scala bei. Mit ihrem engagierten Spielplan, der Werke von Tschechow, Maxim Gorki, Alexander Ostrowski und Bertolt Brecht, aber auch Stücke von Shakespeare, Molière, Lessing und die klassische österreichische Dramenliteratur von Franz Grillparzer, Ferdinand Raimund und Johann Nestroy umfasste, hat die Scala Wiener Theatergeschichte geschrieben.
Das Neue Theater an der Scala war das einzige Theater in Wien, das vor dem Hintergrund des Brecht-Boykotts Brecht in jenem Ausmaß aufführte, wie es seiner literarischen Bedeutung zukam. 1956, nach Abzug der Besatzungsmächte und nachdem die Kommunistische Partei ihre finanzielle Unterstützung eingestellt hatte, musste das Theater dem kulturpolitischen Mobbing nachgeben und schließen.

## Wiener Volkstheater
Der Schauspieler und Regisseur Günther Haenel führte nach dem Zweiten Weltkrieg als Direktor am Wiener Volkstheater einen „Direktionsrat“ ein, mit dem er Mitglieder des Hauses in Entscheidungen einband und so das Mitbestimmungstheater vorwegnahm. Dem Direktionsrat gehörten neben Haenel Hans Thimig an, der sich als Regisseur im Volkstheater sehr engagierte, der Schauspieler Hans Frank (Sohn der Burgschauspielerin Lotte Medelsky) und der aus Amerika zurückgekehrte Regisseur Walter Firner.

## Dresdner Schauspielhaus
Der Regisseur Berthold Viertel initiierte Anfang der 1920er-Jahre am Dresdner Schauspielhaus die Herausbildung eines gemeinschaftlich organisierten Ensembletheaters, an dem Erich Ponto, Walter Bruno Iltz, Alice Verden und Ernst Josef Aufricht (der spätere Intendant des »Theaters am Schiffbauerdamm« in Berlin) beteiligt waren. Viertel stellte sich damit in Opposition zum arrivierten Theaterbetrieb in der Hauptstadt Berlin, Max Reinhardts dortigen Aufführungsstil verurteilt er als »artistisch-repräsentativen Luxusstil mit stark snobistischem Einschlag«.